# Sprengel Verden-Hoya
Der Sprengel Verden-Hoya war ein historischer Verwaltungsbezirk der Evangelisch-lutherischen Landeskirche Hannovers.

## Geschichte
Infolge der Aufhebung der vier früheren Generaldiözesen und der Ernennung von „Landespröpsten“ durch die Deutschen Christen (1934) ernannte Landesbischof August Marahrens seinerseits sieben Bischofsvikare, die den Auftrag erhielten, nebenamtlich die Gemeinschaft der Pastoren zu fördern, die Pfarrkonvente zu besuchen und Gemeinden zu visitieren. Als der Machtkampf zwischen den Deutschen Christen und dem Landesbischof zugunsten des letzteren entschieden war, wurde an Stelle der Bischofsvikare am 15. Juni 1936 das Amt des Landessuperintendenten geschaffen, der die geistliche Aufsicht innerhalb eines Sprengels übernahm.
Die Sprengelgrenzen orientierten sich an den Grenzen der historischen Landschaften des Königreichs Hannover. Der Sprengel Verden-Hoya umfasste anfangs die Kirchenkreise des ehemaligen Herzogtums Verden (Rotenburg und Verden) und der Ober- und Niedergrafschaft Hoya (Hoya, Nienburg, Stolzenau, Sulingen, Syke). Seinen Sitz erhielt er in Oiste. Nach dem Ausscheiden des Landessuperintendenten Ernst Lienhop aus dem Amt (1953) wurden die Kirchenkreise Rotenburg und Verden vertretungsweise dem Sprengel Stade, der Kirchenkreis Sulingen dem Sprengel Osnabrück und die Kirchenkreise Hoya, Nienburg, Stolzenau und Syke dem Sprengel Calenberg zugewiesen.
Im Mai 1957 erfolgte die endgültige Aufhebung des Sprengels und die Verteilung der Kirchenkreise an die benachbarten Sprengel entsprechend der bisherigen Versehung mit Ausnahme von Sulingen, das ebenfalls an Calenberg fiel. Der vergrößerte Sprengel Calenberg erhielt die Bezeichnung Calenberg-Hoya.

## Landessuperintendent
Einziger Landessuperintendent von Verden-Hoya war von 1936 bis 1953 Ernst Lienhop.